# 李明哲 (中國國民黨)
李明哲，臺灣詔安客家人，中國國民黨籍政治人物，雲林縣西螺鎮人，大學就讀於中國文化大學，在國立體育學院取得運動科學碩士，曾任雲林科技大學、虎尾科技大學、環球科技大學講師，2010年任雲林縣議員（第17－20屆議員）。其父李日貴和姐姐李佳芬皆是前雲林縣議員，姐夫為2024年就任立法院院長的韓國瑜。

## 亲属
- 父親：李日貴
- 姐姐：李佳芬
- 姐夫：韓國瑜

## 外部連結
- 李明哲的Facebook專頁